# Erdbeben an der afghanisch-pakistanischen Grenze 2022
Das Erdbeben an der afghanisch-pakistanischen Grenze ereignete sich am 22. Juni 2022 gegen 01:30 Lokalzeit im Osten Afghanistans in den Provinzen Paktika und Chost an der Grenze zu Pakistan. Es kamen mindestens 1051 Menschen ums Leben.

## Erdbeben
Nach Angaben des United States Geological Survey hatte das Erdbeben eine Magnitude Mw von 5,9 und eine Intensität von 7,2 (sehr stark) auf der Modifizierten Mercalliskala. Das Hypozentrum wurde in einer Tiefe von 10 km verortet. Das Epizentrum lag etwa 46 km südwestlich der Stadt Chost in der gleichnamigen Provinz. Ein Nachbeben mit Magnitude 4,5 ereignete sich wenige Kilometer südlich des ersten Epizentrums um 2:20:25 Uhr Lokalzeit (21:50:25 UTC) bei 33,036 °N und 69,529 °E (⊙). Ein weiteres, kleineres Nachbeben mit Magnitude 4,3 erschütterte Pakistan am 24. Juni um 01:43:28 UTC. Das Epizentrum lag 49 km westlich von Miranshah bei 33,017 °N und 69,538 °E (⊙).
In der Provinz Paktika waren die Distrikte Ziruk, Nika und besonders schwer Gayan mit mindestens 238 Todesopfern und Barmal mit etwa 500 Todesopfern betroffen. In der Provinz Chost wurden im Distrikt Spera mindestens 29 Todesopfer und 20 Verletzte gezählt. In Pakistan starb eine Person. Insgesamt kamen mindestens 1051 Menschen ums Leben. Zudem wurden über 3694 Menschen verletzt und zahlreiche Häuser in den betroffenen Provinzen zerstört. Nach Angaben des Amtes der Vereinten Nationen für die Koordinierung humanitärer Angelegenheiten waren es in Gayan bis zu 1800 Häuser (70 %). In Pakistan wurden zwei Häuser im Distrikt Lakki Marwat beschädigt. Auch zahlreiche Tiere kamen ums Leben. Das Erdbeben soll auch in benachbarten Provinzen einschließlich der Hauptstadt Kabul spürbar gewesen sein, sowie in Islamabad in Pakistan und in Indien.
Es ist das Erdbeben mit den meisten Todesopfern in Afghanistan seit 20 Jahren.
Durch die in Afghanistan oft schlecht gebauten Häuser führen Erdbeben immer wieder zu zahlreichen Todesopfern, wie im Jahr 1998, als bei zwei Erdbeben insgesamt mehr als 6300 Menschen starben, oder dem Erdbeben am Hindukusch 2015, bei dem etwa 400 Menschen starben. Bei einem Erdbeben im Januar 2022 kamen 27 Menschen ums Leben. Das Erdbeben im Juni 2022 lag zudem etwa 500 km nordnordöstlich des Erdbebens in Pakistan 2008 mit der Magnitude Mw 6,4, bei dem 215 Menschen starben.

## Tektonik
Afghanistan liegt tektonisch an der Grenze zwischen der Indischen und der Eurasischen Platte. Die Indische Platte bewegt sich mit etwa 4 cm/Jahr nach Norden. Im Norden des indischen Subkontinents subduziert sie sich unter die Eurasische Platte und bildet einige der höchsten Gebirge der Welt, darunter den Himalaya, Karakorum, Pamir und Hindukusch. Westlich und südlich des Himalaya ist die relative Bewegung zwischen den beiden Platten in einem schiefen Winkel, was in diesem Bereich zu Blattverschiebungen, Abschiebungen sowie Kombinationen aus beidem führt.